# 井忌
井忌（？—前243年），战国末期人物，秦国的将领。
前243年（秦王政四年、赵悼襄王二年、燕王喜十二年），井忌与赵国将领李牧配合攻打燕国，攻克二城。燕王喜遣使者蔡鳥入秦国见文信侯吕不韦，赂以河间（今河北省献县东南）十城请求罢兵，秦国同意了。他因被赵国所驱逐，回到秦国被杀。杨宽认为事情在前248年（秦庄襄王二年、赵孝成王十八年、燕王喜七年）。